# Vert-le-Petit
Vert-le-Petit é uma comuna francesa na região administrativa da Ilha de França, no departamento de Essonne. Estende-se por uma área de 6.83 km². Em 2010 a comuna tinha 2 838 habitantes (densidade: 415,5 hab./km²).